# Ljoedmila Bazarevitsj
Ljoedmila Sergejevna Bazarevitsj (Russisch: Людмила Сергеевна Базаревич; geboortenaam: Куканова; Koekanova) (Moskou, 2 juli 1939), is een voormalig basketbalspeelster die uitkwam voor het nationale team van de Sovjet-Unie. Ze werd Meester in de sport van de Sovjet Unie.

## Carrière
Bazarevitsj speelde sinds 1957 voor Stroitel Moskou. In 1959 speelde ze met RSFSR Moskou. Ze won met RSFSR Moskou één keer goud om het landskampioenschap van de Sovjet-Unie in 1959. In 1960 ging ze spelen voor Troed Moskou.In 1962 stapte ze over naar Serp i Molot Moskou. Met Serp I Molot werd ze één keer derde om het landskampioenschap van de Sovjet-Unie in 1962. In 1963 werd ze met RSFSR Moskou één keer derde om het landskampioenschap van de Sovjet-Unie. In 1974 stopte ze met basketbal.
Met het nationale team van de Sovjet-Unie won Bazarevitsj goud in 1964 en 1967 op het Wereldkampioenschap en vijf keer goud op het Europees Kampioenschap in 1962, 1964, 1966, 1968 en 1970.

## Privé
Bazarevitsj heeft een zoon, Sergej Bazarevitsj, die ook basketbalspeler en coach was en die uitkwam voor de Sovjet-Unie Gezamenlijk team en voor Rusland.

## Erelijst
- Landskampioen Sovjet-Unie: 1
  - Winnaar: 1959
  - Derde: 1962, 1963
- Wereldkampioenschap: 2
  - Goud: 1964, 1967
- Europees Kampioenschap: 5
  - Goud: 1962, 1964, 1966, 1968, 1970